# Desmopoda
Desmopoda é um gênero de traça pertencente à família Brachodidae.